# Camponotus solon
Camponotus solon är en myrart som beskrevs av Auguste-Henri Forel 1886. Camponotus solon ingår i släktet hästmyror, och familjen myror.

## Underarter
Arten delas in i följande underarter:
- C. s. chiton
- C. s. jugurtha
- C. s. solon